# Раковишки манастир
Раковишкият манастир „Света Троица“ е български православен манастир.

## Местоположение
Разположен е под връх Черноглав (858 m надморска височина) в Западния Предбалкан на 4 километра северозападно от село Раковица, община Макреш, област Видин, почти на границата със Сърбия. От манастира се стига до Видин (около 49 km на североизток) по второкласен път, а до Белоградчик (около 34 km на югоизток) – по третокласен път.

## История
Основан е през 10 – 11 век. След падането на България под османска власт запада. Възстановен е през 17 век от Св. Пимен Софийски. В края на 18 век е опожарен.
До стената на старата черква почиват костите на руския офицер Николай Алексеевич Киряев, роден в Сан Петербург, загинал на 6 юли 1876 г. между селата Раковица и Влахович (сега Подгоре) в бой с турците за свободата ни
През 1848 г. в манастира е открито първото светско педагогическо училище в Северозападна България по онова време. Това направил Петраки Шишманов от гр. Враца и тогавашният игумен на манастира отец Данаил. Те събрали 32-ма синове на търговци от целия видински санджак, които след завършването си станали учители.
Манастирът става център на националноосвободителните борби: в него се организира въстанието от 1850 г. (т.нар. Видинско въстание) – което е сред най-масовите по време на османското владичество, както и въстанието (Димитракиева буна) от 1856 г.
Манастирът е обявен за паметник на културата. Понастоящем е възстановен и постоянно действащ манастир.
През 2002 година с благословението на Видинския митрополит Дометиан в манастира се заселва монах Антим. Малко по-късно към манастира се присъединява и послушникът Неофит, подстриган за монах през 2004 година. Духовен баща и на двамата монаси е Величкият епископ Сионий. По-късно Антим е въведен в сан архимандрит, назначен е за протосингел на Видинска епархия и за ефимерий на Клисурския манастир.
Раковишкият манастир става девически, начело с игумения Касияна, още три монахини и една послушничка. 
През пролетта на 2025 година манастирът отново става мъжки, след като в него се заселва монах Яков от манастира „Йоаким и Анна“ в Бистрица, София. Монахът последва своя духовен старец - новият Видински митрополит Пахомий. Цялото сестринство на Раковишкия манастир се преселва в Дивотинския манастир край Банкя под юрисдикцията на новия Софийски митрополит и Български патриарх Даниил. (бивш Видински митрополит).

## Устройство
Представлява комплекс от 2 църкви, жилищни и стопански сгради.
Построената през Х век стара църква (8,5 х 8 метра) е от типа „вписан кръст“ и е кръстокуполна, с висок купол на шестстенен барабан и с пристроен в началото на 19 век притвор. През 1825 г. е изографисана, а през 1979 г. ценните стенописи са реставрирани.
След Освобождението, в памет на загиналите във въстанията, е построена новата църква с долепена до западната ѝ страна висока камбанария.

## Храмов празник
- Храмовият празник на манастира е Петдесетница.

- Дарителският надпис, изреждащ имената на ктиторите, поръчали възстановяването и изписването на старата църква през 1825 г.
- Паметна плоча в манастира за избухването на Въстанието в Северозападна България

## Защитена местност
На 28 август 1975 г. манастирът и околните земи са обявени за историческо място, а на 21 август 2003 г. са прекатегоризирани в защитена местност с площ 51,52 хектара.